# Guadalupe Gelwitz
Guadalupe Gelwitz är en ort i Mexiko.   Den ligger i kommunen Chilón och delstaten Chiapas, i den sydöstra delen av landet, 800 km öster om huvudstaden Mexico City. Guadalupe Gelwitz ligger 1 231 meter över havet och antalet invånare är 189.
Terrängen runt Guadalupe Gelwitz är huvudsakligen kuperad, men österut är den platt. Runt Guadalupe Gelwitz är det glesbefolkat, med 16 invånare per kvadratkilometer. Närmaste större samhälle är Yajalón, 17,9 km nordväst om Guadalupe Gelwitz. I omgivningarna runt Guadalupe Gelwitz växer i huvudsak städsegrön lövskog.